# Amudat (district)
Amudat is een district in het noorden van Oeganda. Hoofdstad van het district is de stad Amudat. Het district telde in 2020 naar schatting 134.900 inwoners op een oppervlakte van 1632 km².
Het district werd opgericht in 2010 door afsplitsing van het district Nakapiripirit. Het district grenst in het oosten aan Kenia.